# Deserted Palace
Deserted Palace è il primo album in studio di Jean-Michel Jarre, pubblicato nel 1972.
Si tratta di un album i cui brani, tutti elettronici e caratterizzati da una forte sperimentazione, sono stati creati per fare da colonne sonore a pubblicità e altri media televisivi.
Non essendo stato ri-masterizzato, non si trova più in commercio ed è divenuto raro.

## Tracce
Musiche di Jean-Michel Jarre.
1. Poltergeist Party – 2:16
2. Music Box Concerto – 2:46
3. Rain Forest Rap Session – 1:44
4. A Love Theme for Gargoyles – 1:15
5. Bridge of Promises – 3:19
6. Exasperated Frog – 0:51
7. Take Me to Your Leader – 2:00
8. Deserted Palace – 2:27
9. Pogo Rock – 1:08
10. Wind Swept Canyon – 7:44
11. The Abominable Snowman – 0:56
12. Iraqi Hitch Hiker – 2:32
13. Free Floating Anxiety – 2:19
14. Synthetic Jungle – 1:43
15. Bee Factory – 1:00